# Cryptocephalus gamma
Cryptocephalus gamma is een keversoort uit de familie bladkevers (Chrysomelidae). De wetenschappelijke naam van de soort werd in 1829 gepubliceerd door Herrich-Schaeffer.